# Мошна (комуна, Ясси)
Мошна (рум. Moșna) — комуна у повіті Ясси в Румунії. До складу комуни входить єдине село Мошна.
Комуна розташована на відстані 311 км на північний схід від Бухареста, 38 км на південний схід від Ясс.

## Населення
За даними перепису населення 2002 року у комуні проживали 1973 особи, усі — румуни. Усі жителі комуни рідною мовою назвали румунську.
Склад населення комуни за віросповіданням:
| Релігія       | Кількість осіб | Відсоток |
| ------------- | -------------- | -------- |
| православні   | 1856           | 94,1%    |
| адвентисти    | 113            | 5,7%     |
| бретрени      | 3              | 0,2%     |
| римо-католики | 1              | 0,1%     |

## Зовнішні посилання
- Дані про комуну Мошна на сайті Ghidul Primăriilor